# المتلازمة المؤسسية
في علم النفس الإكلينيكي وعلم النفس اللاقياسي، المتلازمة المؤسسية تشير إلي حالة من العجز أو الإعاقة في المهارات الحياتية والاجتماعية، وهي تظهر في حياة الشخص بعد قضائه فترة طويلة في مستشفى الأمراض العقلية أو سجن أو أي مؤسسة منعزلة أخرى. بمعني آخر، إن الأشخاص في هذه المؤسسات يتم حرمانهم (سواء عن قصد أم لا) من الاستقلالية المسؤولية، لدرجة أنهم عند العودة إلي «الحياة الخارجية» فهم في أغلب الأحوال لا يستطيعون التعامل مع متطلباتها. ويقال أيضا أن الأشخاص المصابين بهذه المتلازمة يصبحون أكثر عرضة نفسيا لمشكلات تخص صحتهم العقلية.